# Microregione di Xanxerê
Xanxerê è una microregione dello Stato di Santa Catarina in Brasile.

## Comuni
Comprende 17 comuni:
- Abelardo Luz
- Bom Jesus
- Coronel Martins
- Entre Rios
- Faxinal dos Guedes
- Galvão
- Ipuaçu
- Jupiá
- Lajeado Grande
- Marema
- Ouro Verde
- Passos Maia
- Ponte Serrada
- São Domingos
- Vargeão
- Xanxerê
- Xaxim